# 陈情缘
陈情缘（1997年2月15日—），中国女子击剑运动员，2018年亚洲运动会女子花剑团体银牌得主、2023年亚洲击剑锦标赛女子花剑团体银牌得主、2022年亚洲运动会女子花剑团体金牌得主。